# Улица Одоевского (Санкт-Петербург)
Улица Одо́евского — улица в Василеостровском районе Санкт-Петербурга. Состоит из двух участков, разделенных Смоленским лютеранским кладбищем: от Уральской улицы до Сазоновской улицы и от переулка Декабристов до Наличной улицы.

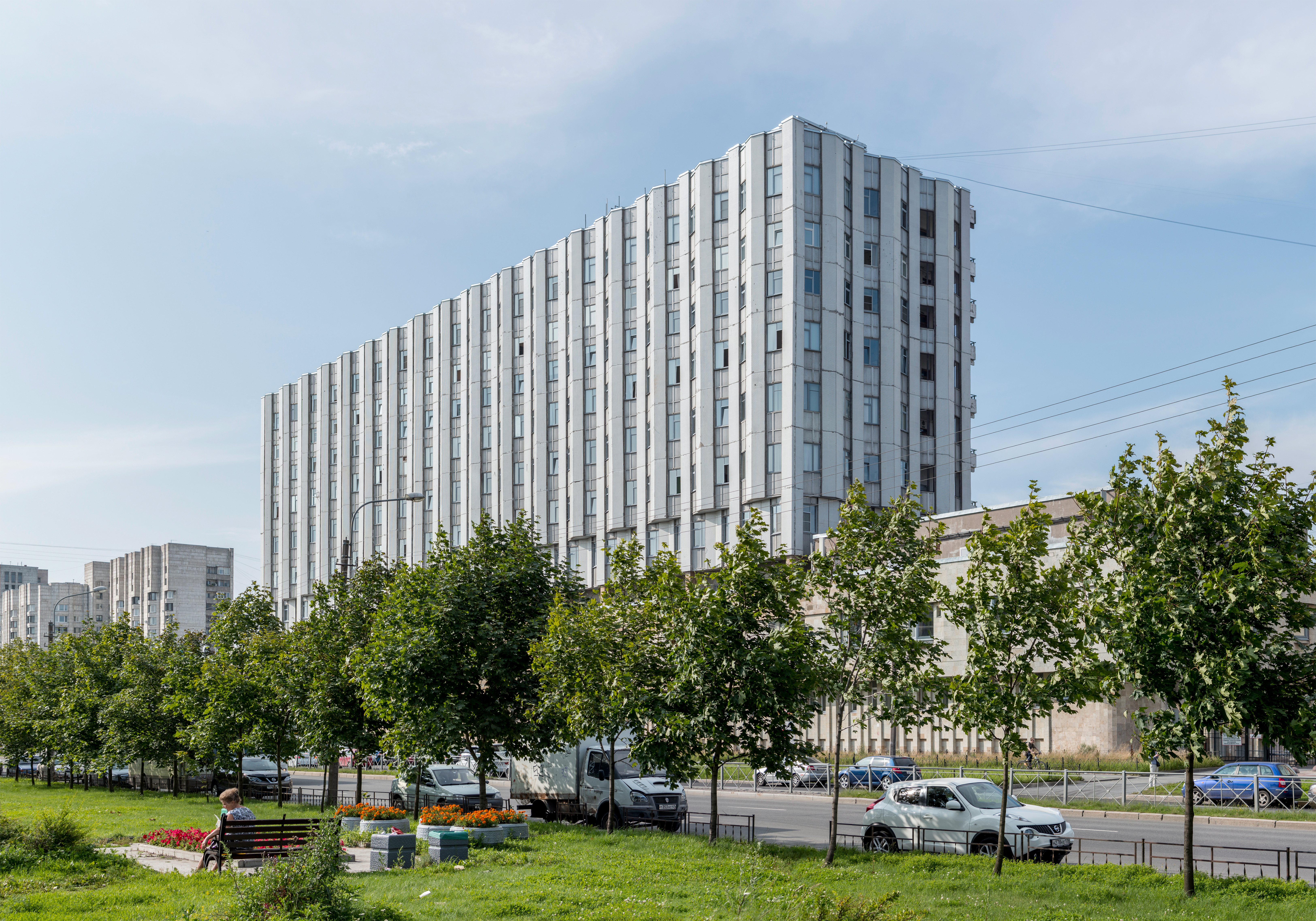
Здание Управления Петербургского метрополитена

## История
Участок, расположенный между Уральской улицей на востоке, кладбищем на западе и Железноводской улицей на севере, принадлежал семейству купцов Сазоновых. С 1800-х годов на этих землях располагалась принадлежащая Сазоновым канатная фабрика. В начале XX века она сгорела, и территорию решено было разделить на участки для продажи под застройку. Для удобства решено было проложить дорогу, ведущую от Уральской улицы в сторону кладбища и, вдоль него, — до Железноводской улицы. Новая улица ещё в проекте, по одним данным с 12 ноября 1913 года, по другим — с 1915 года, была названа Сазоновской.
В 1962 году Сазоновская улица (так она называлась по фамилии домовладельца купца Сазонова) была переименована в улицу Одоевского в память о поэте-декабристе Александре Ивановиче Одоевском (1802—1839). А. И. Одоевский принял активное участие в восстании 14 (26) декабря 1825 года на Сенатской площади. После подавления восстания он был заключен в Алексеевский равелин Петропавловской крепости, а затем приговорен к двенадцати годам каторги, которую отбывал в Сибири. В 1837 году его отправили рядовым на Кавказ. Там он умер от малярии в 1839 году. Широкую известность получило его стихотворение «Струн вещих пламенные звуки…», написанное в ответ на пушкинское «Послание в Сибирь». В 1975 году к улице Одоевского присоединили вновь застроенный участок. Теперь она идет от Уральской улицы до набережной реки Смоленки.
21 июня 2016 года название Сазоновская улица было присвоено прежнему участку улицы Одоевского, а также безымянной дороге вдоль восточной границы Смоленского лютеранского кладбища.

## Пересечения
Улица Одоевского пересекает или граничит со следующими проспектами, улицами и переулками:
- Уральская улица
- Сазоновская улица
- переулок Декабристов
- проспект КИМа
- Наличная улица
- Новосмоленская набережная

## Достопримечательности

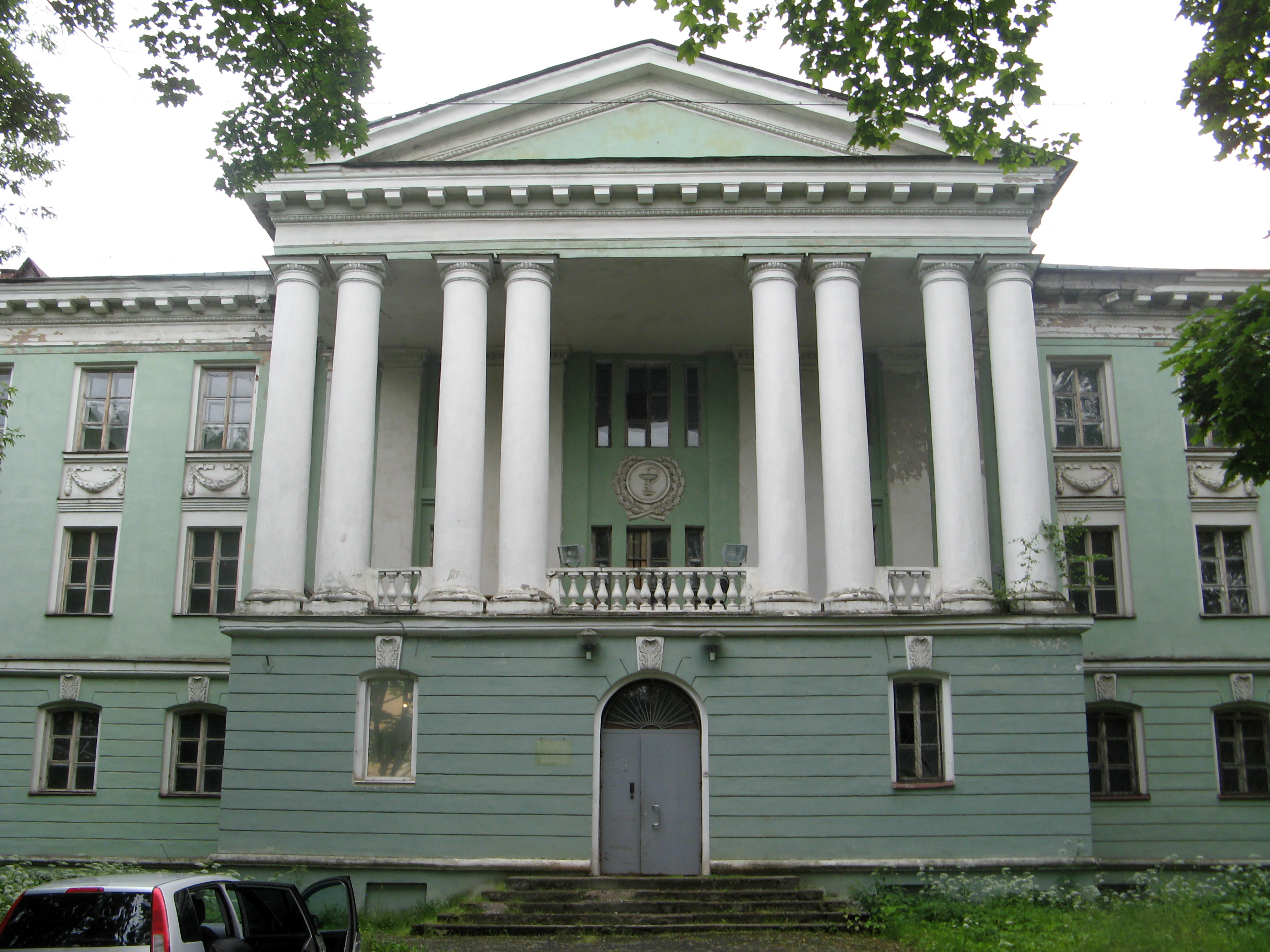
Часть центрального фасада медсанчасти им. Калинина, 2017

- Дом № 10 — здание медсанчасти завода им. М. И. Калинина, 1957, «сталинский ампир». В 2015 году здание включили в список выявленных объектов культурного наследия, однако в 2017-м КГИОП отказался присвоить статус памятника[4]. Градозащитники и жители города считают государственную экспертизу неполной, а исключение здания из реестра памятников — необоснованным[5]. Распоряжением КГИОП от 10 августа 2020 года здание было снято с государственной охраны[6]. Решение было оспорено в суде, который 28 октября 2020 года признал незаконным лишение статуса выявленного памятника[7].